# Глюк (фильм)
«Глюк» (фр. Narco) — фильм 2004 года, комедия, главную роль в котором исполнил Гийом Кане. В небольшой роли снялся Жан-Клод Ван Дамм.

## Сюжет
Молодой человек Гюстав Клопп (в исполнении Гийома Кане) страдает от редкого заболевания — нарколепсии. Испытывая стресс, он мгновенно засыпает. Его личная жизнь терпит крах, он не может найти своё место в жизни. Его единственная отдушина — невероятно чувственные и красочные сны, в которых он черпает вдохновения для своего хобби — написания комиксов.

## В ролях
| Актёр             | Роль               |
| ----------------- | ------------------ |
| Гийом Кане        | Гус                |
| Забу Брайтмен     | Памела             |
| Бенуа Пульворд    | Ленни Бар          |
| Венсан Ротье      | Кевин              |
| Франсуа Берлеан   | Гай Беннет         |
| Гийом Гальен      | Самюэль Папкин     |
| Жан-Клод Ван Дамм | в роли самого себя |